# Спиридон Шопов
Спиридон Шопов е български лекар и революционер, деец на Върховния македонски комитет.

## Биография
Шопов е роден в 1868 година в Щип, Османската империя, днес Северна Македония. В 1896 година завършва медицина в Москва, след което работи като лекар в Искрец, Своге, Перник, Струмица и други. В 1899 година е делегат от Ломското македонско дружество на VI конгрес на Македонските дружества в Княжество България, на който е избран за член на Върховния македонски комитет.
Участва в Първата световна война като запасен санитарен майор, бригаден лекар в щаба на трета конна бригада при Първа конна дивизия. За бойни отличия и заслуги във войната е награден с орден „Свети Александър“, V степен.
Умира на 4 октомври 1918 година в Неврокопска местна военна болница, убит от разбунтували се войници.